# Чилучорчашма
Чилучорчашма (тадж. Чилучорчашма — 44 источников) — источник в Таджикистане. Находится на правом берегу Кафирнигана, в 12 километрах к западу от Шахритуса, на территории совхоза № 4, в Шахритусском районе Хатлонской области. Один из самых замечательных пресноводных источников.
Советские археологи обнаружили стоянку Чилучорчашма, относящуюся к мезолиту.
Историк Абу Сад ас-Самани ( 1113— 1166) в XII веке сообщает о Чилучорчашме, не называя его имени, как о «известном источнике в Кабодиёне» с целебной водой. Этот очень крупный источник сохранился до настоящего времени. Находится в Бешкентской долине, которая в прошлом (до ирригационных работ советского времени) представляла собой жаркую безжизненную степь.

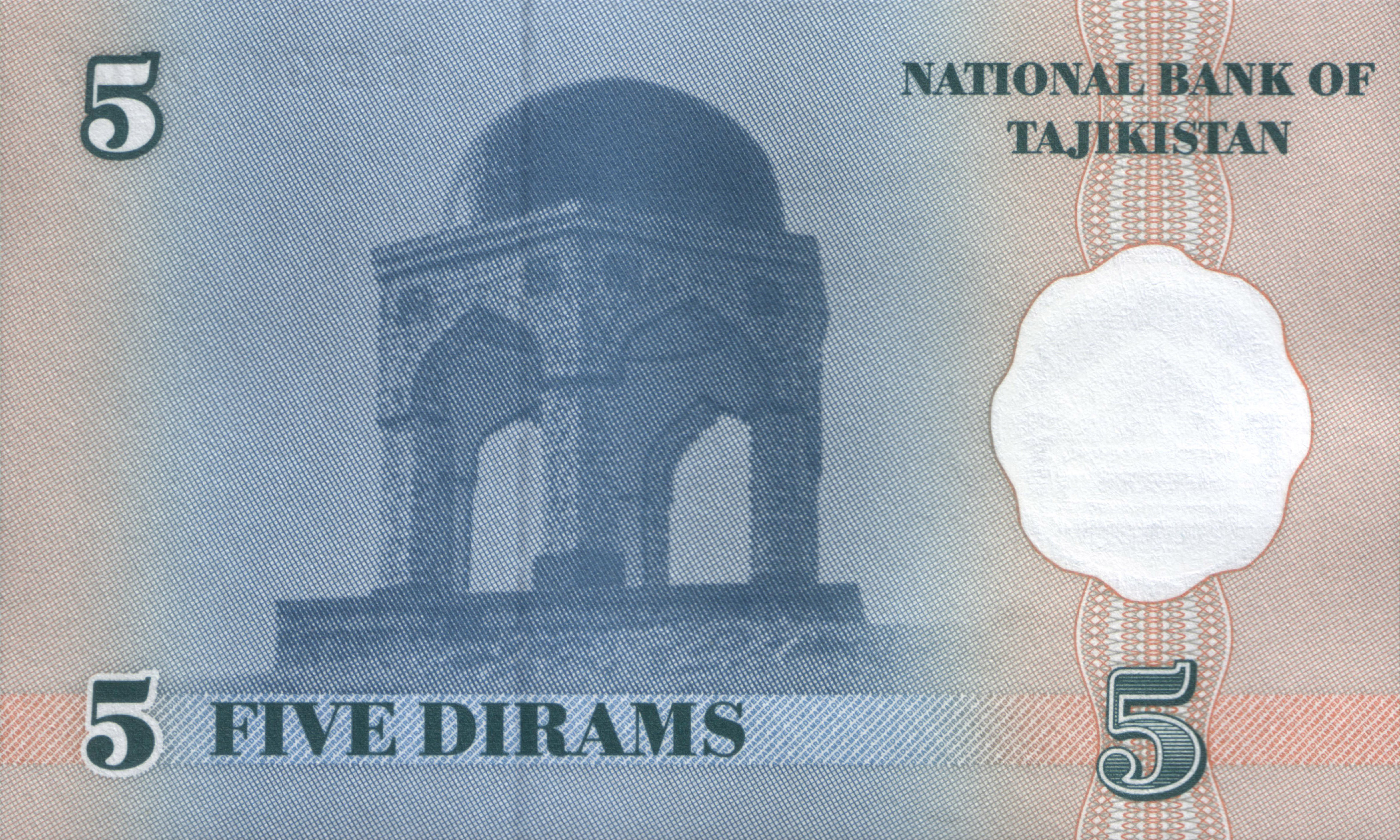
Мавзолей в Чилучорчашме на банкноте номиналом 5 дирамов

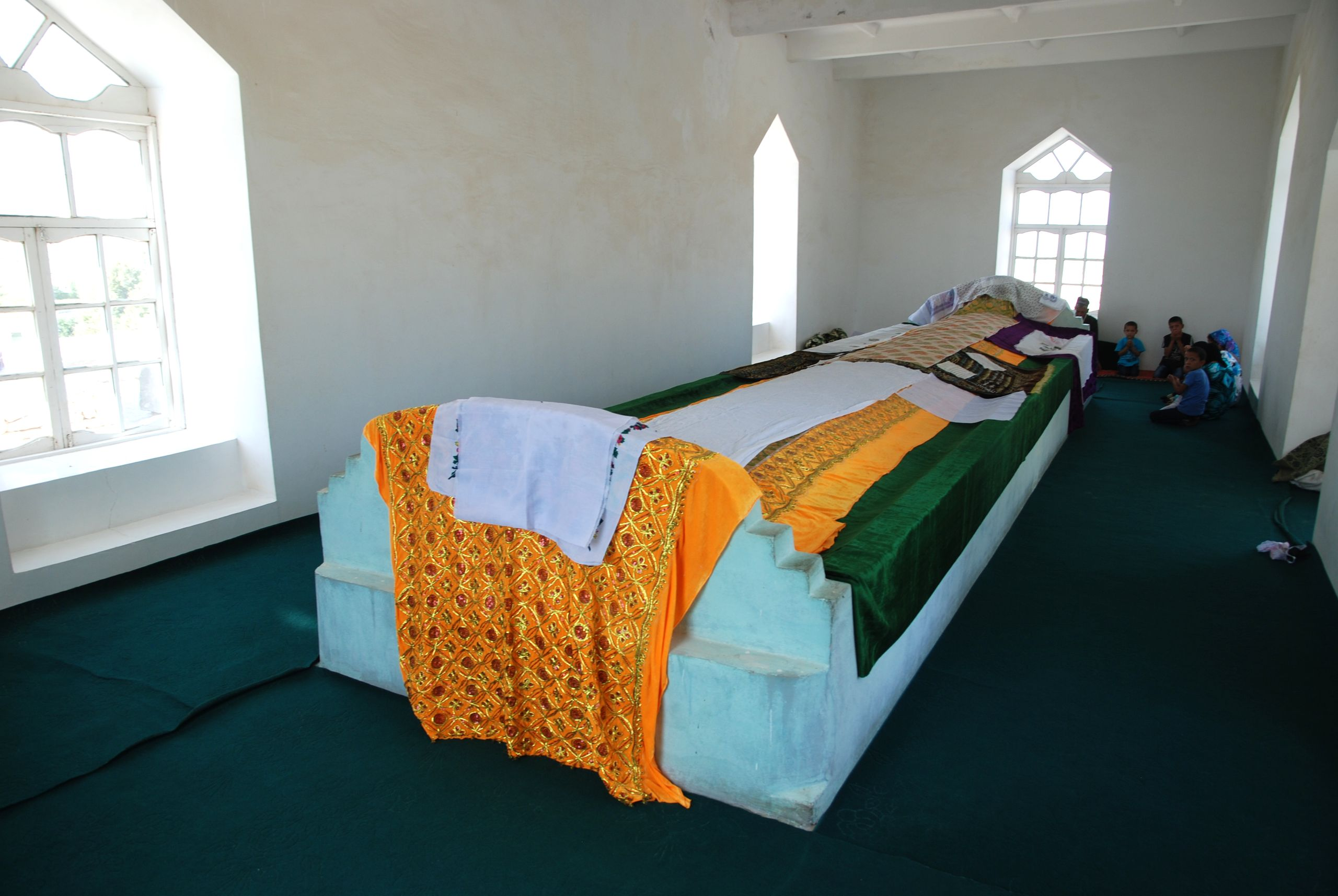
Мавзолей Камбар Бобо в Чилучорчашме

Название по-таджикски означает сорок четыре источника и происходит от «чашма» — родник, ключ, источник. Из подножия небольшого холма бьют пять больших источников, которые распадаются на 39 более мелких. Вода источников образует канал шириной 12—13 метров, в котором обитают «священные» рыбы (различные виды рода Маринки), а также форель. Источник известен жителям Таджикистана и соседнего Узбекистана и они часто приезжают сюда летом. Посещающие источник молятся, совершают омовение, купаются (канал является местом купания для мужчин) и приносят жертвы. Вода 17 источников считается целебной. На территории источника растут платаны и тополя, раскинулся большой фруктовый сад.

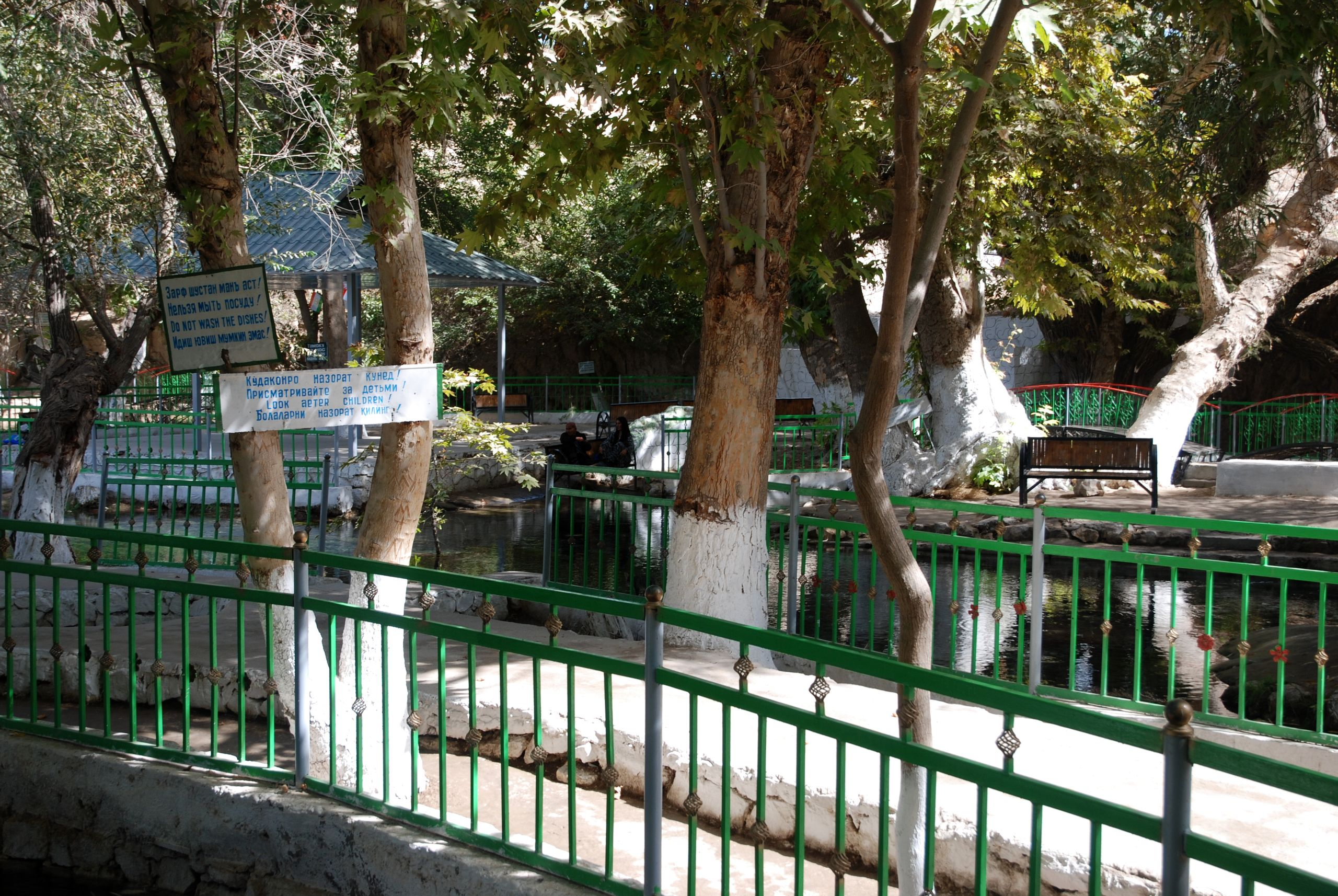
Чилучорчашма

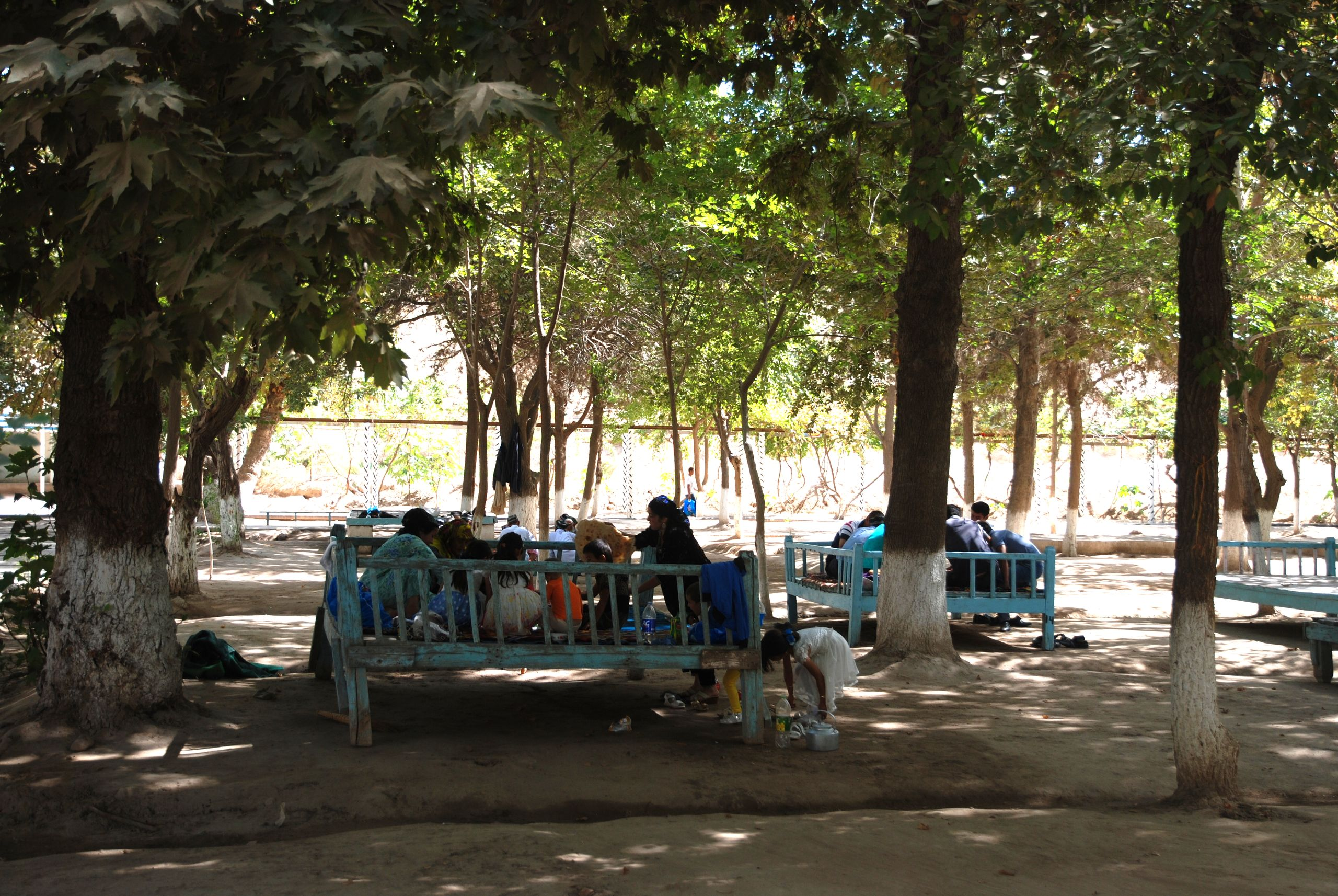
Отдых на топчане в Чилучорчашме

Выше источника находится небольшой холм с небольшим мазаром — мавзолеем, объектом почитания мусульман. По местным преданиям в нём захоронен святой по имени Камбар Бобо, который был конюшим Али ( 599— 661) и ухаживал за его мулом Дульдулем. Рядом находятся могилы ещё четырёх неизвестных святых. В советское время на месте мазара был организован межколхозный дом отдыха для хлопкоробов и доярок.
Является святым местом, связанным с Али — «кадамджой» («место следа»). По местному преданию, когда Али посетил эту область, проповедуя ислам, близлежащая река Ромит пересохла. Тогда Али назвал её Кофарнихоном. Добравшись до места, где находится Чилучорчашма, Али ударил в подножие холма, и там, где его пальцы коснулись земли, стали выбивать пять чистейших источников.
Источник был одним из наиболее почитаемых мест Кабадианского бекства и давал жизнь Бешкентскому оазису. Здесь, у родника, в качестве шейхов обосновались семьи ходжей. В 667 году сюда был направлен шейх из окрестностей Медины в сопровождении двух помощников и слуги. В начале XX века в Чилучорчашме было 60 хозяйств ходжей, из которых восемь относились к группе тадж. миён (середина) и вели родословную от Умара ( 581— 644), который считается вторым правоверным халифом. Миёны имели высокое положение в Кокандском ханстве. Миёнам Чилучорчашмы в качестве наследственного вакуфа принадлежал источник, они получали налоги с орошаемых земель и подношения от многочисленных паломников. Потомок арабского шейха Исмоил Ассомутдинов является в настоящее время хранителем оазиса.
2 мая 2019 года была достигнута договорённость о том, что Всемирный банк выделит 2 млн долларов США на развитие источника в виде гранта в рамках проекта «Экономическое развитие сельских мест».